# Annie C. Gebhard
Anna Conradina Gebhard, beter bekend als Annie C. Gebhard, (Amsterdam, 14 november 1883 – aldaar, 3 december 1975) was een Nederlands promotor van lezen door kinderen en lezen in het algemeen.

## Biografie
Ze was dochter van Johan Fredrik Gebhard en Anna Maria Dorothea Hendrik Kerbert, zus van Coenraad Kerbert, directeur van Artis. Vader was mederedacteur van Het nieuws van den dag. Zelf bleef ze ongehuwd.
Gebhard werkte in 1909 als leeszaalbeambte bij Maatschappij tot Nut van 't Algemeen aan de Nieuwezijds Voorburgwal. Ze las daar zelf ook onder meer Amerikaanse en Britse bladen, die meer aandacht besteedden aan “het lezen door kinderen” dan in nationale bladen. Het vond plaats in een tijd van sociale vernieuwing (betere huisvesting, meer te besteden tijd etc.). Ook verheffing van de arbeiders speelde mee. Ze trok erop uit hetgeen in april 1912 resulteerde in het vrijmaken van subsidie en ruimte in genoemd gebouw. Zo ontstond de eerste Amsterdamse Leeszaal voor Jongens en Meisjes. Gebhard hoopte op deze manier dat ook het leesgenot onder ouderen toenam. In de leeszaal was zowel ontspannende als educatieve literatuur voorhanden. Het initiatief mondde uit in het houden van literaire voordrachten, lezingen, leesclubjes etc. In 1917 kon een leesdag georganiseerd worden in het Vondelpark met parkbibliotheek. Zij had in het Vondelpark namelijk een zomerbibliotheek gesticht voor de jeugd. Ondertussen was Gebhard docent geworden aan de School voor Maatschappelijk Werk in Amsterdam. Toch verliep de geschiedenis met horten en stoten, mede omdat de Maatschappij meer oog had voor steeds weer vernieuwingen dan het uitbreiden van bestaande zalen. De kinderleeszalen kregen ook concurrentie van de Openbare Leeszaal en Bibliotheek. Deze opende een nieuwe zaal aan de Keizersgracht en Gebhard werd er hoofd van het “inlichtingenbureau”. Alhoewel het in eerste instantie bedoeld was voor vragen over literaire zaken, kreeg het bureau te maken met allerlei vragen op levensgebied. Gebhard volgde in 1928 directeur Tietse Pieter Sevensma op, die naar de bibliotheek van de Volkenbond was vertrokken. Zij breidde de bestaande bibliotheek uit met meer muziek en werken in braille. Ook het aantal filialen in de stad nam onder haar leiding toe. Ze was tevens redactrice van het tijdschrift Biblioteekleven en nog steeds voorzitster van de Nutskinderleeszaal. In 1949 ging zij, nog steeds als mejuffrouw, met pensioen.  
In 1952 werd van haar en co-auteur Anton van der Vet het ABC van Amsterdam uitgegeven, een boek met bijzonderheden over de stad, en een voorloper van Amsterdam van A tot Z van J.H. Kruizinga en J.A. Banning. In 1959 volgde Kinderboeken als vitamines (bureau Boek en Jeugd, bij Uitgeverij Ploegsma).
Vanwege haar werkzaamheden was ze benoemd tot ridder in de Orde van Oranje-Nassau. Ze overleed in verzorginstelling De Buitenhof aan Nieuw Herlaer en stelde haar lichamelijk overschot ter beschikking aan de wetenschap. Het restant werd begraven op De Nieuwe Ooster (graf 72-F-78). 
- Biografisch Portaal: 10171898
- Digitale Bibliotheek voor de Nederlandse Letteren: gebh006
- Gemeinsame Normdatei: 1055193987
- International Standard Name Identifier: 0000 0000 5490 5930
- Library of Congress Control Number: no2009014764
- Nederlandse Thesaurus van Auteursnamen: 070184844
- Virtual International Authority File: 49591286
- WorldCat: E39PCjrpxxbJWqV6f4hChJhRw3